# Mönckeberg-Sklerose
Als Mönckeberg-Sklerose, englisch Mönckeberg’s sclerosis, Mediasklerose (von Mönckeberg) oder Mediakalzinose, bezeichnet man eine Verkalkung der mittleren Wandschicht (Tunica media) der Extremitätenarterien. Die innere Auskleidung der Gefäßwand (Tunica intima) ist, im Gegensatz zur Atherosklerose, nicht betroffen. Beide Formen der Gefäßverkalkung können gemeinsam oder einzeln auftreten.

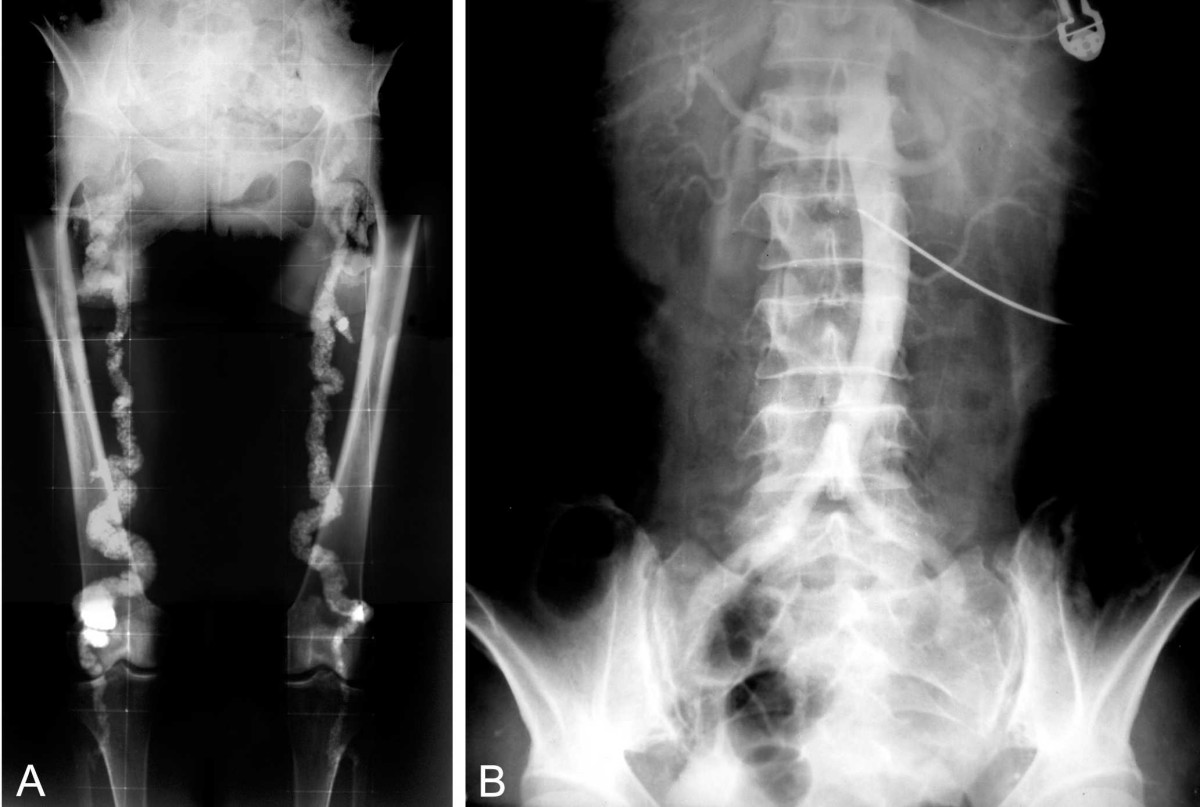
Mönckeberg-Sklerose der Femoral-Arterien

Die Mediasklerose führt typischerweise alleine nicht zu einer Einengung des Gefäßlumens und damit nicht zu einem Gefäßverschluss, jedoch kann dabei die Gefäßwand so stark verhärten, dass die Arterie bei der indirekten Messung des Blutdruckes nicht mehr entsprechend komprimiert wird und so viel zu hohe Blutdrucke gemessen werden (Pseudohypertonie).
Männer erkranken häufiger als Frauen (m:w = 3:1). Diabetes mellitus, Niereninsuffizienz sowie primärer oder sekundärer Hyperparathyreoidismus begünstigen die Entstehung dieser Gefäßerkrankung.
Die Bezeichnung geht auf den Erstbeschreiber Johann Georg Mönckeberg (1877–1925) zurück.

## Ursache und Entstehung
Als mögliche Ursachen gelten Hyperkalzämie und eine Degeneration der glatten Muskulatur der größeren Arterien. Die Mediasklerose entsteht dann durch Ablagerungen von Kalziumsalzen (Apatit) und Lipiden. In seltenen Fällen kann es auch zur Bildung von Osteoid oder knöcherner Strukturen (mit Knochenmark) kommen.

## Klinische Erscheinungen
Die Mediasklerose führt zu harten Wänden der Arterien. Daher kann sie zu fälschlich hohen Werten bei der indirekten Blutdruckmessung führen (Pseudohypertonie). Die Messwerte können dabei in manchen Fällen 300 mmHg übersteigen. Eine weitere eigenständige klinische Bedeutung kommt ihr nicht zu. Die Mediasklerose kann so eine Periphere Arterielle Verschlusskrankheit verschleiern oder zu Fehldiagnosen führen.

## Untersuchungsmethoden
Die Mediasklerose findet sich als röhrenförmige Verkalkung von Arterien gelegentlich als Nebenbefund bei radiologischen Untersuchungen des Skelettsystems. Sind entsprechende Grunderkrankungen bei einem Patienten bislang unbekannt, kann ein derartiger Befund Anlass sein, danach zu fahnden. Angiographisch zeigen sich bei der Mediasklerose offene Gefäße ohne nennenswerte Schwankungen des Innendurchmessers. Typischerweise ist der mittels Dopplersonographie an den Knöcheln gemessene Blutdruck mindestens 1½ mal so hoch wie am Handgelenk (Knöchel-Arm-Index > 1,5).

## Pathologie
Bei der Untersuchung können die betroffenen Arterien eine Riffelung aufweisen, die an die Knorpelspangen der Luftröhre erinnert (daher auch der medizingeschichtlich überlieferte Ausdruck „Gänsegurgelarterien“).

## Behandlung
Die Therapie der Erkrankung gestaltet sich schwierig. Es laufen Studien, in denen Patienten mit unter anderem Kalzimimetika, Phosphatbinder und Vitamin K erhalten. Bei schweren Gefäßverkalkungen aufgrund einer Mediasklerose versucht man, den Kalk abzutragen mittels orbitaler Atherektomie. 